# Юконда
Юконда — река в России, протекает по территории Кондинского района Ханты-Мансийского автономного округа, левый приток Конды.

## География
Река течёт на юго-восток. Устье реки находится в 318 км по левому берегу реки Конда. Длина реки составляет 324 км. Вдоль течения реки от истоков к устью расположены населённые пункты: Левдым, Шугур, Егырсан, Карым, Новое Невлачкино и Кондинское. Река Юконда судоходна до деревни Шугур для небольших судов.
Вблизи устья река протекает через крупное озеро — Яхтур.

## Притоки
(км от устья)
- 20 км: Летнинская (лв)
- 24 км: Малая Юконда (лв)
- 74 км: Невлачкинская (лв)
- 82 км: Явутти (лв)
- 94 км: Ягла (лв)
- 112 км: Манкуломья (лв)
- 126 км: Карым (лв)
- 144 км: Егырсан (пр)
- 152 км: Колтысья (лв)
- 157 км: Тантулья (лв)
- 171 км: Вом (лв)
- 177 км: Лох-Я (лв)
- 199 км: Шумья (пр)
- 205 км: Левдымская (пр)
- 293 км: Олым (лв)
- 310 км: Емыс (лв)
- 321 км: Онтох (лв)

## Данные водного реестра
По данным государственного водного реестра России относится к Иртышскому бассейновому округу, водохозяйственный участок реки — Конды, речной подбассейн реки — Конда. Речной бассейн реки — Иртыш.